# マイアミ・レッドホークス

マイアミ・カラーのMACのロゴ

マイアミ・レッドホークス（英: Miami RedHawks）は、アメリカ合衆国オハイオ州のマイアミ大学のスポーツ競技チーム。NCAAディビジョンI所属。

## 競技チーム
| 男子スポーツ                            | 女子スポーツ                   |
| --------------------------------------- | ------------------------------ |
| 野球                                    | バスケットボール               |
| バスケットボール                        | クロスカントリー               |
| クロスカントリー                        | フィールドホッケー             |
| フットボール                            | サッカー                       |
| ゴルフ                                  | ソフトボール                   |
| アイスホッケー                          | 水泳・飛込                     |
| 水泳・飛込                              | シンクロナイズドスケーティング |
| 陸上†                                   | テニス                         |
|                                         | 陸上†                          |
|                                         | バレーボール                   |
| †屋外競技チームと室内競技チームがある。 |                                |